# Tesoro de los cireneos (Olimpia)
El Tesoro de los cireneos (en griego antiguo: Θησαυρὸς τῶν Κυρηναίων, romanizado: Thēsauros tōn Kyrēnaiōn), también conocido como Tesoro VI, fue un  tesoro en la Terraza de los Tesoros de Olimpia, Grecia. Toma su nombre del hecho de que se cree que fue construido por la ciudad de Cirene, pero la identificación no es del todo segura. Las ruinas de la cámara del tesoro se encuentran en Archaía Olympía, en el yacimiento arqueológico que es Patrimonio de la Humanidad de la Unesco.
Se construyó la cámara del tesoro de los cirenaicos en el época arcaica, en torno a 550-525 a. C. Era una de los muchos tesoros de Olimpia, construidos en hilera en el lado norte del Santuario, en la ladera sur del monte Cronio, entre el  Ninfeo de Herodes Ático y el Estadio. El Tesoro de los cireneos era el sexto o séptimo de ellos desde el oeste. A menudo se le sitúa en sexto lugar, y el séptimo tesoro situado al este se denomina Tesoro sin nombre. Sin embargo, es posible que el séptimo el Tesoro de los cireneos, dejando el nombre de Tesoro sin nombre al sexto edificio. Al oeste de estas dos edificios se encontraba el Tesoro de los sibaritas y al este una estructura llamada Tesoro VIII, que también se ha interpretado como un altar a Gea o Rea, más que como un tesoro.
De estilo dórico, era un pequeño edificio similar a un templo en antas con dos columnas (dístilo in antis) entre los muros del pronaos antas. Medía unos 6 m de ancho y 9,5 m de largo. La fachada daba al sur.